# Grimalda
 Grimalda  falu Horvátországban, Isztria megyében. Közigazgatásilag Cerovljéhez tartozik.

## Fekvése
Az Isztriai-félsziget közepén, Pazintól 15 km-re északkeletre, községközpontjától 6 km-re északnyugatra a Mirna egyik mellékfolyója feletti magaslaton fekszik. A Buzet-Pazin főútról egy bekötőúton közelíthető meg. Városias jellegét a két templom és a tér körüli házak elhelyezkedése adja. Plébániájához Cerje, Renovik, Mlake, Omošćice, Orlišće, Pagubice, Podmeja és Podmerišće települések tartoznak.

## Története
A település területe már a történelem előtti időben is lakott volt és az ókorból is származik néhány rá vonatkozó feljegyzés. Az itt talált római sírkövek ma a pólai múzeumban láthatók. Első írásos említése 1202-ben történt amikor az aquileiai pátriárka birtoka lett. 1420-ig több hűbérura is volt, ekkor azonban velencei kézre került. Határmenti településként nagy katonai jelentőséggel bírt. A 16. és 17. században az osztrák-velencei harcokban többször is súlyos károk érték, különösen sokat szenvedett 1615 és 1618 között az uszkók háború során. Egyházilag annak megszűnéséig a pićani püspökséghez tartozott. A településnek 1857-ben 306, 1910-ben 334 lakosa volt. Lakói mezőgazdasággal és állattartással foglalkoztak 2011-ben 75 lakosa volt.

## Lakosság
| Lakosság változása | Lakosság változása | Lakosság változása | Lakosság változása | Lakosság változása | Lakosság változása | Lakosság változása | Lakosság változása | Lakosság változása | Lakosság változása | Lakosság változása | Lakosság változása | Lakosság változása | Lakosság változása | Lakosság változása | Lakosság változása |
| ------------------ | ------------------ | ------------------ | ------------------ | ------------------ | ------------------ | ------------------ | ------------------ | ------------------ | ------------------ | ------------------ | ------------------ | ------------------ | ------------------ | ------------------ | ------------------ |
| 1857               | 1869               | 1880               | 1890               | 1900               | 1910               | 1921               | 1931               | 1948               | 1953               | 1961               | 1971               | 1981               | 1991               | 2001               | 2011               |
| 306                | 316                | 278                | 314                | 316                | 334                | 588                | 561                | 270                | 264                | 214                | 151                | 121                | 93                 | 78                 | 75                 |

## Nevezetességei
- Szent György tiszteletére szentelt régi plébániatemploma a 13. századból származik. Egyhajós épület négyszögletes szentéllyel és érdekes formájú két emelet magas harangtoronnyal. Szentélyét később gótikus stílusban építették át, majd a barokk korban a boltozatot építették át és az északi főfalat erősítették meg támasztékokkal. Ma temető veszi körül és halottasházként használják.
- Az új plébániatemplomot 1891-ben építették neoklasszicista stílusban ugyancsak Szent György tiszteletére szentelve.
- Minden évben Szent György napján fiatal zenészek tartanak itt találkozót.